# Vaulx-Milieu
 Vaulx-Milieu  es una población y comuna francesa, en la región de Ródano-Alpes, departamento de Isère, en el distrito de La Tour-du-Pin y cantón de Isle-d'Abeau.

## Demografía
| 609 | 641 | 672 | 1443 | 2153 | 2216 |
| Para los censos de 1962 a 1999 la población legal corresponde a la población sin duplicidades (Fuente: INSEE [Consultar]) |     |     |      |      |      |